# Campionati italiani estivi di nuoto 1942
I Campionati italiani estivi di nuoto 1942 si sono svolti in due sedi: le gare maschili a Genova Albaro, in una piscina coperta da 33 metri tra il 15 e il 16 agosto 1942; le gare femminili il 30 agosto a Modena nella piscina comunale.

## Podi

### Uomini
| Evento               | Oro                                                                 | Tempo       | Argento                                                                           | Tempo   | Bronzo                                    | Tempo   |
| Stile libero         |                                                                     |             |                                                                                   |         |                                           |         |
| 100 m                | Massimo Costa                                                       | 1'00"9      | Arrigo Marsiglia                                                                  | 1'04"6  | [ 1 ]                                     |         |
| 200 m                | Giacomo Signori                                                     | 2'25"4      | Ivan Curtini                                                                      | 2'26"0  | Antonio Margan                            | 2'30"3  |
| 400 m                | Branko Zizek                                                        | 4'59"5      | Giacomo Signori                                                                   | 5'19"0  | Marco Balestri                            | 5'28"1  |
| 1500 m               | Josef Mocan                                                         | 20'52"0     | Nino Schipizza                                                                    | 21'09"0 | Geminio Ognio                             | 21'52"9 |
| Dorso                |                                                                     |             |                                                                                   |         |                                           |         |
| 100 m                | Silvano Angeli                                                      | 1'13"7      | Edoardo Bergamo                                                                   | 1'16"0  | Franco Delfino                            | 1'17"4  |
| Rana                 |                                                                     |             |                                                                                   |         |                                           |         |
| 200 m                | Carlo Bertetti                                                      | 2'53"5 - RI | Mario Galassi                                                                     | 2'56"8  | Renato Tofini                             | 3'02"0  |
| Staffette            |                                                                     |             |                                                                                   |         |                                           |         |
| 4x200 m stile libero | Fiumana Nuoto Rodolfo Sperberg Curtin Antonio Margan Nino Schipizza | 9'56"5      | Società Sportiva Lazio Nuoto Geminio Ognio Massimo Costa Guido Giunta Mario Penza | 10'01"7 | Fiat Garuti Olia Josef Mocan Branko Zizek | 10'15"4 |

### Donne
| Evento               | Oro                                                                       | Tempo  | Argento                                                     | Tempo   | Bronzo                                                  | Tempo  |
| Stile libero         |                                                                           |        |                                                             |         |                                                         |        |
| 100 m                | Dragusa Finc                                                              | 1'11"8 | Giulia Figari                                               | 1'16"5  | Gina Stepancich                                         | 1'21"8 |
| 400 m                | Giuseppina Crugnola                                                       | 6'12"2 | Etta Radivo                                                 | 7'05"08 | Mira Kratochwila                                        | 6'36"2 |
| Dorso                |                                                                           |        |                                                             |         |                                                         |        |
| 100 m                | Maria Bertuzzi                                                            | 1'25"2 | Giovanna Scherl                                             | 1'28"5  | Carla Barabino Voltolini                                | 1'28"8 |
| Rana                 |                                                                           |        |                                                             |         |                                                         |        |
| 200 m                | Nica Rigoni                                                               | 3'29"9 | Annamaria Terrile                                           | 3'31"1  | Nerea Derenzini                                         | 3'39"6 |
| Staffette            |                                                                           |        |                                                             |         |                                                         |        |
| 4x100 m stile libero | Fiumana Nuoto Cattonaro Nerea Derenzini Adalgisa Kuschnig Gina Stepancich | 6'06"4 | Triestina Nuoto Gemiran Veronese Maria Bertuzzi Etta Radivo | 6'32"0  | Venchi Unica Tagliasacchi Demeglio Baudino Dragusa Finc | 7'14"5 |